# Средние Верези
Сре́дние Верези́ (тат. Урта Бирәзә) — село  в Арском районе Республики Татарстан, в составе Наласинского сельского поселения.

## Этимология названия
Топоним произошел от гидронима «Бирәзә» и татарского слова «урта» (средний).

## География
Село  находится на реки Верезинка, в 5 км к северо-западу от районного центра, города Арска.

## История
Село известно с 1678 года.
В XVIII – первой половине XIX века жители относились к сословию государственных крестьян. Основные занятия жителей в этот период – земледелие и скотоводство, был распространён извоз.
В «Списке населенных мест по сведениям 1859 года», изданном в 1866 году, населённый пункт упомянут как казённая деревня Средние Верези 2-го стана Казанского уезда Казанской губернии. Располагалась при речке Верезинке, по левую сторону Сибирского почтового тракта, в 66 верстах от губернского города Казани и в 3 верстах от становой квартиры в заштатном городе Арске. В деревне в 66 дворах жили 535 человек (271 мужчина и 264 женщины). Была мечеть.
В начале XX века в селе функционировали мечеть, мектеб, водяная мельница, 2 бакалейные лавки. В этот период земельный надел сельской общины составлял 1225,2 десятины.
В 1930 году в селе организован колхоз «1 Мая».
До 1920 года село входило в Арскую волость Казанского уезда Казанской губернии. С 1920 года в составе Арского кантона ТАССР. С 10 августа 1930 года в Арском районе.

## Население
| 1782 | 1859 | 1897 | 1908 | 1920 | 1926 | 1938 | 1949 | 1958 | 1970 | 1979 | 1989 | 2002 | 2010 | 2015 |
| ---- | ---- | ---- | ---- | ---- | ---- | ---- | ---- | ---- | ---- | ---- | ---- | ---- | ---- | ---- |
| 165  | 535  | 727  | 837  | 610  | 585  | 604  | 401  | 409  | 336  | 282  | 215  | 208  | 204  | 208  |

Национальный состав cела: татары.

## Экономика
Жители работают преимущественно в «Агрофирме «Игенче», занимаются полеводством, мясо-молочным скотоводством.

## Объекты образования, культуры и медицины
В деревне действуют начальная школа, клуб, фельдшерско-акушерский пункт.

## Религиозные объекты
Мечеть (с 2003 года).